# L'Homme de la Mancha (comédie musicale)
Pour les articles homonymes, voir L'Homme de la Mancha.
L'Homme de la Mancha (Man of La Mancha) est une comédie musicale américaine, livret de Dale Wasserman, paroles de Joe Darion et musique de Mitch Leigh, inspirée du roman de Miguel de Cervantes, Don Quichotte, et créée en 1965 au Goodspeed Opera House à East Haddam (Connecticut).
L'une des chansons les plus connues du spectacle est probablement The Impossible Dream (The Quest) (en) dans sa version originale et La Quête adaptée et interprétée par Jacques Brel en français.

## Argument
La scène se déroule à Séville à la fin du XVIe siècle. Miguel de Cervantes est amené dans une salle commune d'une prison de l'Inquisition, accompagné de son valet et encadré par des soldats. Au départ de ceux-ci, les prisonniers les dépouillent.
Un des prisonniers, le « Gouverneur », demande les raisons de l'incarcération de Cervantes. Il répond : « Je suis poète et homme de théâtre ». Le « Gouverneur » lui signifie qu'un procès va être ouvert par ses compagnons d'infortune. Cervantes leur abandonne son coffre, rempli de costumes et d'accessoires de théâtre, gardant pour lui, un paquet : le manuscrit qu'il est en train d'écrire. Devant la volonté de destruction du Gouverneur, il plaide pour offrir un spectacle où tous les prisonniers joueront un rôle. « Suivez le cheminement de mon imagination et vous le verrez. Son nom, Alonso Quijana, sa condition, hobereau de campagne ».
Alonso Quijana devient le chevalier errant et part à travers le monde pour combattre le Mal. Devenu « don Quichotte de la Mancha », il part sur les routes avec son fidèle valet et rencontre un moulin à vent qu'il prend pour un géant. Il l'attaque sans succès. Pendant ce temps, dans la famille Quijana, on s'inquiète des errances du fils perdu.
Une auberge devient un château ; ils y rencontrent Aldonza, cuisinière de mœurs peu recommandables. Le délire de don Quichotte continue : il envoie Sancho Pança demander à Aldonza qu'elle soit sa noble Dame, « Dulcinea ». Le barbier arrive ; dans son esprit, Quichotte transforme le plat du barbier en casque d'or et demande à l'aubergiste de le faire chevalier. Aldonza ne comprend vraiment pas pourquoi don Quichotte l'appelle Dulcinea. Il répond : « Je poursuis la quête de l'impossible rêve ».
L'amoureux d'Aldonza, un muletier, intervient, furieux que celle-ci ne l'ait pas rejoint. Bagarre générale ; Don Quichotte remporte le combat sur les muletiers, mais l'aubergiste décrète qu'il doit s'en aller. Il devient le « Chevalier à la triste figure ».
Retour à la prison. Don Quichotte redevient Cervantes et continue sa défense avant de reprendre son récit. À l'auberge, Aldonza chante sa piètre existence. Don Quichotte et Sancho rencontrent le Chevalier aux miroirs qu'ils veulent combattre. Don Quichotte perd le combat.
Retour à la prison : le Capitaine de l'Inquisition avertit Cervantes de sa comparution prochaine. Le « Gouverneur » réclame la fin du récit. Cervantes répond qu'il va improviser.
Alonso Quijana est mourant au lit, entouré de ses proches. Aldonza exige de voir Don Quichotte. Il ne la reconnaît pas, n'arrive pas à la nommer. « Je vous en supplie, essayez de vous souvenir » supplie Aldonza. Un dernier sursaut : Quijana redevient don Quichotte, puis meurt.
La réalité de la prison est là : l'Inquisition vient chercher Cervantes, laissant les prisonniers restant avec leur « impossible rêve ».

## Fiche technique
- Titre : Man of La Mancha
- Livret : Dale Wasserman d'après Don Quichotte de Miguel de Cervantes
- Paroles : Joe Darion
- Musique : Mitch Leigh
- Mise en scène :  Albert Marre
- Chorégraphie : Jack Cole
- Direction musicale : R. Bennett Benetsky et Neil Warner
- Orchestrations : Neil Warner et Music Makers, Inc.
- Décors : Howard Bay
- Costumes : Howard Bay et Patton Campbell
- Lumières : Howard Bay
- Producteur : Albert W. Selden et Hal James
- Date de la première : 22 novembre 1965 à l'ANTA Washington Square Theatre
- Date de la dernière : 26 juin 1971
- Nombre de représentations consécutives : 2 328

## Distribution originale
- Richard Kiley : Cervantes / Alonso Quijana / Don Quichotte
- Joan Diener (en) : Aldonza / Dulcinea
- Irving Jacobson (en) : Sancho Pança
- Robert Rounseville : le padre
- Ray Middleton : l'aubergiste
- Marceline Decker : Maria, la femme de l'aubergiste
- Gino Conforti : le barbier
- Jon Cypher : le docteur Carrasco
- Mimi Turque : Antonia
- Eleanore Knapp : la duègne
- Renato Cibelli : le capitaine de l'Inquisition
- Gerrianne Raphael : Fermina, esclave et danseuse maure
- Shev Rodgers : Pedro, le chef des muletiers
- Harry Theyard : Anselmo, un muletier
- Eddie Roll : Jose, un muletier
- John Aristides : Juan, un muletier
- Anthony De Vecchi : Paco, un muletier
- Fernando Grahal : Tenorio, un muletier
- Ray Dash, Jonathan Fox, Dwight Frye, Phill Lipman, Roger Morden : gardes, hommes de l'Inquisition

## Distinctions
- Tony Awards 1966 :
  - 5 récompenses : Meilleure comédie musicale, Meilleurs compositeur et parolier (Mitch Leigh, Joe Darion), Meilleur acteur de comédie musicale (Richard Kiley), Meilleurs décors (Howard Bay) et Meilleure mise en scène (Albert Marre)
  - 2 nominations : Meilleurs costumes (Howard Bay, Patton Campbell) et Meilleure chorégraphie (Jack Cole)

## Genèse
Le librettiste Dale Wasserman adapte pour le théâtre à la fois la vie de Don Quichotte et celle de Cervantes. La pièce, Don Quichotte est présentée à la télévision en 1959 puis sur scène avec succès. Le metteur en scène Albert Marre convainc Wasserman de l'adapter en comédie musicale et lui présente le parolier Joe Darion et le compositeur Mitch Leigh. Il faudra deux ans pour que la partition soit achevée, Mitch Leigh n'ayant pas d'expérience dans le genre de la comédie musicale. La production est créée le 24 juin 1965 au Goodspeed Opera House (Connecticut), avant de s'installer au Washington Square Theatre de Broadway.
Elle reçoit deux Tony Awards en 1966 et atteint les 2 000 représentations en 1971. Une adaptation cinématographique est réalisée en 1972 par Arthur Hiller avec notamment Peter O'Toole et Sophia Loren dans les rôles principaux.

## Adaptation française
En 1967, Jacques Brel assiste à une représentation de la pièce au Carnegie Hall. Il est bouleversé et décide de contacter immédiatement les producteurs pour obtenir l'autorisation de l'adapter en français, se réservant le rôle-titre avec lequel il se sent en totale adéquation. Les répétitions débutent au théâtre de la Monnaie à Bruxelles à l'été 1968 et la création a lieu le 4 octobre. Brel est entouré de Dario Moreno dans le rôle de Sancho Pança et Joan Diener, créatrice du rôle de Dulcinea à Broadway (et épouse du metteur en scène Albert Marre), bien qu'elle ne parle pas un mot de français.
Fort de l'immense succès de Bruxelles, le spectacle est repris au théâtre des Champs-Élysées à Paris dès le mois de décembre. La troupe bruxelloise est engagée pour cinq mois. Mais le 1er décembre, Dario Moreno meurt brusquement d'une hémorragie cérébrale. Robert Manuel reprend le rôle au pied levé et la première a lieu le 7 décembre. Le spectacle est un nouveau triomphe pour Brel. Cependant, fatigué et malade (il a perdu plus de 10 kg pour personnifier le « chevalier errant »), il doit renoncer à poursuivre au-delà de la 150e et le spectacle s'achève le 17 mai 1969.
Il faut attendre le 4 décembre 1986 pour que l’œuvre soit reprise en France : Jean Piat, Jeane Manson et Richard Taxy sont à l'affiche d'une nouvelle production mise en scène par Jean-Luc Tardieu et créée à la Maison de la culture de Nantes, puis reprise le 15 janvier 1988 au théâtre Marigny. Elle est nommée en tant que Meilleur spectacle musical aux Molières 1988.
En avril 1998, Jean-Louis Grinda, directeur de l'Opéra royal de Wallonie convainc le chanteur d'opéra José van Dam de reprendre le rôle. Une série de représentations a lieu sous la direction musicale de Patrick Baton et dans une mise en scène et des décors d'Antoine Bourseiller, avec Alexise Yerna (Dulcinea) et Georges Gautier (Sancho). L'énorme demande de places non satisfaite inspire une expérience originale : à l'occasion de la retransmission télévisée sur la RTBF et Arte, le spectacle est diffusé sur écran géant devant 1 100 spectateurs supplémentaires dans deux salles du complexe cinématographique Kinépolis. Une reprise a lieu l'année suivante avec la même distribution, à l'exception de Rodolphe Briand dans le rôle de Sancho.
Au Québec, la pièce a été jouée en 2002, en 2003 et en 2019 dans une mise en scène de René Richard Cyr. En 2009, elle est reprise au théâtre de Joliette.
Elle a été reprise en :
- décembre 2010[4] au Théâtre du Capitole avec Nicolas Cavallier (Don Quichotte/Cervantes), Ange Todorovitch (Dulcinéa) et Rodolphe Briand (Sancho) ;
- mars 2012 au théâtre des Variétés à Paris, avec David Serero dans le rôle de Don Quichotte et Jeane Manson dans celui de Dulcinéa [5];
- juin 2021 au théâtre du Châtelet à Paris.

## Discographie
Version originale
- Man of La Mancha avec Richard Kiley, Joan Diener, Irving Jacobson, Robert Rounseville - Decca Broadway, 1965
- Man of La Mancha avec Plácido Domingo, Julia Migenes, Mandy Patinkin, Samuel Ramey, Paul Geminiani (dir.) - Sony, 1996
- Man of La Mancha, The New Broadway Cast Recording avec Brian Stokes Mitchell, Mary Elizabeth Mastrantonio, Ernie Sabella - RCA Victor, 2003

Version française
- L'Homme de la Mancha avec Jacques Brel, Joan Diener, Jean-Claude Calon, Armand Mestral, François Rauber (dir.) - Barclay, 1968
- L'Homme de la Mancha avec José van Dam, Alexise Yerna, Georges Gautier, Patrick Baton (dir.) - Forlane, 1998 (live)
- L'Homme de la Mancha avec David Serero, Jeane Manson - 2012 (live)[6]